# Paróquia Nossa Senhora do Rosário (Santa Maria de Itabira)
A Paróquia Nossa Senhora do Rosário é uma circunscrição eclesiástica católica brasileira sediada no município de Santa Maria de Itabira, no interior do estado de Minas Gerais. Faz parte da Diocese de Itabira-Fabriciano, estando situada na Região Pastoral I.
Foi erigida em 1º de abril de 1821, após ser desmembrada da Paróquia Nossa Senhora do Rosário de Itabira, que por sua vez viria a dar origem à Diocese de Itabira-Fabriciano, ereta em 14 de junho de 1965. Englobava, em 2013, um total de 20 comunidades e em 2006,  havia uma população de 1 904 católicos.